# سیارک ۵۵۴۰
سیارک ۵۵۴۰ (به انگلیسی: 5540 Smirnova، نامگذاری:1971QR1) پنج هزار و پانصد و چهلمین سیارک کشف شده‌است که در ۳۰ اوت ۱۹۷۱ کشف شد.
قدر مطلق سیارک برابر ۱۴٫۰۰ است.